# Баннокская война
Баннокская война или  Война банноков (англ. Bannock War) — вооружённый конфликт между США и банноками, северными шошонами и северными пайютами, происходивший на территории современных американских штатов Вайоминг, Орегон и Айдахо в 1878 году.

## Предыстория
После подписании договора в форте Бриджер в 1868 году банноки были поселены в резервации Форт-Холл. Пайки, выдаваемые американским правительством, были слишком малы и не могли предотвратить голод среди индейцев. Весной 1871 года банноки были вынуждены выехать в Камас-Прэйри, чтобы собрать луковицы камаса, растения из семейства агавовых. Они обнаружили, что белые поселенцы пасут свой скот в Камас-Прэйри и многие луковицы камаса были уничтожены. Неизбежность голода привела к росту враждебности среди банноков.
Весной 1878 года угроза голода опять заставила большинство банноков уйти из резервации в свои охотничьи угодья. Их лидером стал молодой вождь Бизоний Рог, служивший скаутом в американской армии во время Войны не-персе. Он смог добиться от военного командования получения боеприпасов для своих людей. Индейцы пришли в ярость, когда обнаружили, что свиньи белых людей выкапывают и поедают луковицы камаса. Кроме того, поблизости паслось большое количество крупного рогатого скота поселенцев. Это возмутило людей Бизоньего Рога — банноки теперь были решительно настроены на войну с белыми.

## Ход войны
К восставшим индейцам примкнули северные пайюты, которые были недовольны своим агентом Райнхартом, а также некоторое число юматилла и северных шошонов. Банноки начали совершать набеги на окрестности. Убивая поселенцев и угоняя по пути их лошадей, они пересекли реку Снейк и 2 июня 1878 года направились к долине Бруно. Прежде чем армии США удалось их настичь, группа добровольцев из Силвер-Сити, Айдахо, столкнулась примерно с 60 воинами банноков. В этом бою был смертельно ранен Бизоний Рог. Смерть лидера наполнила банноков ещё большей решимостью вести войну с белыми.
После гибели Бизоньего Рога, лидером восставших стал Иган, вождь северных пайютов. Он примкнул к баннокам и возглавил объединённые силы враждебных индейцев. Восставшие отправились на север — их целью была резервация юматилла, которой они в конце концов достигли после нескольких боёв с солдатами, возглавлял которых Оливер Ховард. Большинство воинов юматилла отказались покидать резервацию, но часть всё же присоединилась к Игану. 
Около 400 воинов Игана атаковали войска генерала Нельсона Майлза. В последовавшем сражении, длившемся целый день, потери были с обеих сторон. Вождь юматилла, Юмапайн, узнав о том, что за голову Игана предлагается награда в 1000 долларов, решил захватить лидера мятежных индейцев. 15 июля 1878 года он послал около 50 своих воинов в лагерь Игана под предлогом, что они хотят примкнуть к его людям. Они вызвали Игана и семерых его воинов за пределы лагеря и попытались арестовать. При попытке к бегству Иган и трое его людей были убиты и скальпированы.
После гибели своего предводителя восставшие индейцы начали дробиться и распадаться на мелкие группы. Большинство северных пайютов вернулось обратно в резервацию в Орегоне. Банноки собирались добраться до Сидящего Быка, который оставался на свободе. 
Экспедицию против банноков возглавил лейтенант Джордж Бишоп. Он организовал отряд из 25 солдат и 160 лояльных индейских скаутов восточных шошонов и северных арапахо в Кэмп-Брауне. Они отправились к верховьям реки Биг-Уинд. В район Йеллоустонского национального парка были посланы отряды скаутов. Через пару дней скауты-шошоны вернулись с семью пленными банноками, которых они захватили в районе Драй-Крик, одного из притоков Биг-Уинд. Позднее отряд Бишопа атаковал небольшую группу банноков, убив одного и захватив несколько пленных.
Генерал Нельсон Майлз атаковал лагерь банноков на Кларк-Форк, притоке реки Йеллоустоун. Это было последнее крупномасштабное сражение в Баннокской войне. Пока солдаты расстреливали банноков, индейцы кроу увели у них всех лошадей. Некоторых из тех, кто сумел бежать с поля боя, позже захватил Джордж Бишоп. Небольшой группе банноков удалось незамеченной пробраться в резервацию Форт-Холл.
Баннокская война окончилась в октябре 1878 года и обошлась американскому правительству более чем в полмиллиона долларов.